# Pseudorobillarda aquatica
Pseudorobillarda aquatica är en svampart som beskrevs av A. Pande 1981. Pseudorobillarda aquatica ingår i släktet Pseudorobillarda, divisionen sporsäcksvampar och riket svampar.   Inga underarter finns listade i Catalogue of Life.